# Рубеус Хагрид
Ру́беус Ха́грид (англ. Rubeus Hagrid) — персонаж книг Дж. К. Роулинг о Гарри Поттере, преподаватель ухода за магическими существами, хранитель ключей и лесничий в школе чародейства и волшебства «Хогвартс».

## Характеристика

### Внешность
В книге Гарри Поттер и философский камень Хагрид описывается так:

…примерно раза в два выше и по крайней мере в пять раз толще обычного человека. Он выглядел как-то заведомо больше допустимого и казался диким — длинные лохмы кустистых черных волос и косматая борода почти полностью закрывали лицо, ладони были размером с крышку мусорного бака, а ноги в кожаных сапогах напоминали дельфинят-переростков.

Огромная физиономия почти полностью скрывалась под густой гривой спутанных волос и длинной неряшливой бородой, но глаза все-таки можно было рассмотреть, они блестели под всем этим волосяным буйством, как два больших чёрных жука.

### Магические способности и умения
После изгнания из Хогвартса министерство магии сломало дубовую палочку Хагрида и запретило ему использовать магию. Хагрид поместил обломки своей палочки в розовый зонтик и время от времени пользуется магией. Поскольку Хагрид не является квалифицированным волшебником, он «всегда будет немного неумелым» по сравнению с другими взрослыми волшебниками, но «порой удивляет всех, включая самого себя, используя впечатляющую магию».

## Биография
Хагрид родился 6 декабря 1928 года. Он — наполовину человек, наполовину великан.

### Семья
Мать Хагрида — великанша Фридвульфа. Она покинула его отца, когда Хагрид был ребёнком. У Хагрида есть единоутробный брат-великан, которого зовут Грохх. Великаны имеют репутацию огромных и тупых убийц, к тому же помогали Волан-де-Морту, поэтому Хагрид держит своё происхождение в секрете.
Отец Хагрида, волшебник, имя которого неизвестно, умер, когда Хагрид учился на втором курсе.
Кровь великанов, которая течет в жилах Хагрида, делает его неуязвимым для обычных заклятий. Также известно, что оборотное зелье не действует на Хагрида, а также не может обратить в него.

### Обучение в Хогвартсе
Учился в школе чародейства и волшебства Хогвартс на факультете Гриффиндор в одно время с Томом Реддлом, но был исключён после ложного доноса Реддла о том, что якобы открыл Тайную комнату. Министерство магии исключило Хагрида из школы, но Альбус Дамблдор сумел уговорить директора школы Армандо Диппета оставить Хагрида в Хогвартсе на должности лесничего. Хагриду запретили колдовать, а его волшебную палочку сломали. Однако он вставил половинки палочки в розовый зонт, благодаря чему время от времени может использовать простые заклинания, хотя и нелегально.

### Работа в Хогвартсе
После долгой работы лесничим Хагрид был назначен преподавателем ухода за волшебными существами. Однако большинству студентов не нравится, как он ведёт уроки: Хагрид не следует министерской программе, а предпочитает демонстрировать наиболее интересных, на его взгляд, животных, которые на самом деле опасны для окружающих. Например, соплохвосты представляют собой выведенный Хагридом гибрид огненного краба и мантикоры. Студентам предстояло изучить физиологию и поведение соплохвостов, хотя ни одно занятие не обходилось без ожогов или травм.
Кроме этого, Хагрид не всегда может чётко сформулировать свою мысль, часто запинается и путается при рассказах, особенно когда чем-то расстроен. Больше всего его раздражают и издеваются на уроках слизеринцы, а гриффиндорская троица активно защищает. Но иногда даже Гарри бывает вынужден признаться самому себе, что учитель из Хагрида не очень хороший (хотя со временем его навыки преподавания улучшаются).

## Друзья
Хагрид дружит с Гарри, Роном и Гермионой, которые часто заходят к нему за советом или просто на чай, но давно знают, что стряпню полувеликана, в частности печенье, лучше не пробовать, если не хочешь сломать зубы. Он был первым, кто сообщил Гарри о том, что он волшебник, а также сделал первый настоящий подарок на день рождения — сову Буклю и торт.
Хагрид очень впечатлителен и раним, искренне предан Дамблдору, Гарри, Рону и Гермионе, очень ценит их доверие, но вместе с тем наивен, поэтому его легко обмануть. Дамблдор также полностью доверяет Хагриду, однако некоторые его секреты лесничий случайно выбалтывает троице друзей, затем несколько раз повторяет "Зря я вам это сказал". В первой книге Хагрид в обмен на яйцо дракона рассказал человеку (как выяснилось позже, это был профессор Квирелл, с лицом Волан-де-Морта на затылке, обернутым в тюрбан), у которого его выиграл в карты, как можно усыпить  Цербера Пушка (огромный трехглавый пëс). В результате Квиррелл узнал, как преодолеть одно из препятствий на пути к Философскому камню.
В книге Гарри Поттер и Орден Феникса Хагрид вместе с мадам Максим получил от Дамблдора задание — поговорить с великанами и убедить их быть на стороне Дамблдора, а не Волан-де-Морта, но миссия не увенчалась успехом, так как среди великанов поднялся бунт и их предыдущего лояльного к Ордену Феникса главаря убили, а его место занял сторонник Пожирателей Смерти. Хагрид вернулся в Хогвартс со своим единоутробным братом-великаном Гроххом, которого скрытно провёл на территорию замка и привязал к самым крепким деревьям, чтобы тот не сбежал. Хагрид начал воспитывать его и учить английскому языку.

## Питомцы
Лесничий с ранних лет испытывает нездоровую страсть к огромным и опасным животным, которых считает самыми очаровательными существами в мире.

### Клык
Клык (англ. Fang) — огромная чёрная собака Рубеуса Хагрида, неаполитанский мастиф (в переводах его нередко называют волкодавом). По словам Хагрида, Клык выглядит намного суровее, чем есть на самом деле. Клык сопровождает лесничего практически во всех его вылазках в Запретный лес. Мимоходом Клык упоминается всегда, когда мы видим Хагрида в его хижине, но есть некоторые события, в которых Клык играет более существенную роль:
- В книге «Гарри Поттер и философский камень» Клык сопровождает первокурсников Гарри Поттера, Гермиону Грейнджер, Рона Уизли и Драко Малфоя в походе за раненым единорогом. На каком-то этапе этой вылазки остаётся с Гарри и Драко, когда на них пытается напасть профессор Квиррелл, пивший кровь единорога.
- В книге «Гарри Поттер и Тайная комната» временно остаётся без хозяина: Хагрида забрали в Азкабан «на всякий случай», в память о его давнем недоказанном преступлении. Гарри и Рон заботятся о собаке и берут его с собой в Запретный лес на встречу с ещё одним домашним любимцем Хагрида — гигантским пауком, главой стаи акромантулов Арагогом. При встрече с хищными пауками он не сбежал, хотя и отчаянно скулил.
- В книге «Гарри Поттер и Орден Феникса» защитил хозяина, когда на того напали четверо мракоборцев под руководством Долорес Амбридж, желавшей засадить Хагрида в Азкабан за то, что Ли Джордан подсунул ей в кабинет нюхлера. Клыка оглушили заклятием, и Хагрид, взвалив собаку на спину, скрылся от преследователей в Запретном лесу.
- В книге «Гарри Поттер и Принц-полукровка» чуть не погиб, запертый в хижине, подожжённой напавшими на Хогвартс Пожирателями смерти. Услышав вой Клыка, Хагрид всё бросил и кинулся спасать несчастное животное.

### Арагог

Арагог

Арагог (англ. Aragog) — волшебное существо из книг о Гарри Поттере, говорящий паук, акромантул.
Впервые появляется во второй книге о Гарри Поттере «Гарри Поттер и Тайная комната» в воспоминаниях Тома Реддла. В этой же книге Арагог рассказывает Гарри историю Тайной комнаты (в частности, о том, что не Хагрид открыл её и о существе, обитающем в ней — василиске, которого акромантулы боялись). Известно, что Арагога в Хогвартс привёл Рубеус Хагрид, что и послужило одной из причин его исключения из школы. В замке Арагог жил в коробке, почти не видел света и никуда не выходил. После своего исключения Хагрид перенёс Арагога в Запретный лес, где тот развёл целую колонию себе подобных. Арагог считал Хагрида своим другом. Однако на других людей его лояльность не распространялась и когда Гарри Поттер и Рон Уизли, воспользовавшись подсказкой Хагрида, пришли поговорить с акромантулами, то чуть не погибли — их спасла летающая машина отца Рона - Артура Уизли, одичавшая и поселившаяся в Запретном лесу форд «Англия». Арагог умер от старости. После его смерти колония акромантулов вышла из-под контроля и в последней битве за Хогвартс приняла сторону Волан-де-Морта. Хагрид похоронил Арагога недалеко от своей хижины. В похоронах участвовали Гарри Поттер и Гораций Слизнорт, последний воспользовался этим как возможностью добыть яд акромантула — ценный компонент для зелий. Во втором фильме его озвучивает известный актёр Джулиан Гловер.

### Пушок
Пушок (англ. Fluffy) — животное в романе «Гарри Поттер и философский камень», похожее на Цербера. Пушок охранял путь к Философскому Камню. Засыпал под звуки музыкального инструмента.
Прототипом для создания Пушка стал Цербер, хранитель Аида, царства мертвых в древнегреческой мифологии. Свойство пса засыпать под музыку также взято из греческих мифов — герой Орфей прошёл в Ад, усыпив Цербера игрой на своей лире.

### Норберт

Норберт

Норберт (англ. Norbert) — дракон Рубеуса Хагрида, которого он сам вывел. Лесничий давно мечтал о таком «домашнем зверьке». Поэтому, когда в «Кабаньей голове» какой-то незнакомец (предполагается, что это Волан-де-морт) проиграл ему яйцо норвежского горбатого дракона в карты, Хагрид очень обрадовался. При этом он рассказал любопытному собутыльнику про Пушка, который тогда охранял философский камень.
К выведению дракона Хагрид подошёл со всей ответственностью. Он изучил все книги о драконах в хогвартской библиотеке. Следуя инструкциям, он положил на несколько дней выигранное яйцо в горящий камин (драконихи дышат на яйца пламенем), поддерживая необходимую температуру. Его друзья Гарри Поттер, Рон Уизли и Гермиона Грейнджер были приглашены на знаменательное событие кратенькой запиской: «Он вылупляется». Малыша Хагрид назвал Норберт и возился с ним не хуже родной матери. Но из-за того, что содержание и разведение драконов запрещено соглашением от 1709 года, Хагриду пришлось с ним расстаться. Дракончик рос очень быстро, и скрывать его стало невозможно. Мысль отправить Норберта в Румынию, в колонию по разведению драконов, где работает Чарли Уизли, показалась самой лучшей.
Несколько лет спустя, на свадьбе Билла Уизли и Флёр Делакур, Хагрид встречает Чарли, и, конечно, не может не спросить о своём любимце. К большому удивлению Хагрида Норберт оказался самкой и переименован в Норберту.

### Клювокрыл
Клювокрыл (англ. Buckbeak) (для конспирации переименованный в Махаона после спасения от казни) — гиппогриф, появившийся в повествовании о Гарри Поттере с третьей книги. Был осуждён на казнь, но благодаря Гарри Поттеру и Гермионе Грейнджер сбежал вместе с Сириусом Блэком. Потом вместе с ним прятался от всего волшебного мира в доме Блэков на площадь Гриммо, 12. После смерти Сириуса вернулся к Хагриду и был переименован в Махаона.
Участвовал в Битве за Хогвартс. Возглавлял фестралов, нападал на великанов и ослеплял их.

### Другие
В четвёртой книге (Гарри Поттер и Кубок огня) Хагрид знакомит на своих уроках учеников с доселе неизвестными магическими животными — соплохвостами — скорпионоподобными тварями, способными извергать пламя из конца хвоста. Сначала они были небольшие, но потом стали стремительно расти, становясь всё более агрессивными, пугая учеников Хогвартса и убивая друг друга — в итоге остался единственный огромный соплохвост, которого использовали как одно из препятствий на пути к победе в финальном испытании Турнира Трёх Волшебников. В книге имеется намек, что Хагрид, скорее всего, вывел соплохвостов сам, грубо нарушив волшебное законодательство. Не в силах совладать со своей страстью к чудовищам, Хагрид, судя по всему, неоднократно допускал подобные нарушения.
Хагрид — первый в Англии, кто смог приручить фестралов.

## Создание персонажа
Хагрид был одним из персонажей, про которых Джоан Роулинг сказала, что она придумала их «в самый первый день». По её словам, имя «Hagrid» происходит от старого английского диалектного слова, при использовании которого фраза вида «if you were hagrid» означает «если у вас была плохая ночь». Такое название было выбрано потому, что Хагрид — большой пьяница, и у него много плохих ночей. В своей статье «Слава Гарри» Розмари Горинг отмечает, что на работу Роулинг имел влияние лес Дина, а Хагрид является единственным персонажем, который «непосредственно взят из леса Дина». По словам Горинг, свойственное Хагриду проглатывание окончаний слов является особенностью местечка Чепстоу. Она также отмечает, что образ внешнего вида Хагрида создан по образу валлийских членов Ангел Ада, которые съезжаются в город и объедаются в баре, а по своему телосложению огромны и носят длинные волосы и бороды.
В украинском переводе книг отличительной особенностью является то, что персонаж говорит на одном из западноукраинских диалектов, что соответствует книжному образу, где у него акцент юго-западной Англии.
В кино остановились на росте Хагрида в 2,3 м, и Робби Колтрейна (который и без того был крупный, 1,8 м) вставляли в кадр самыми разными способами: очень крупными планами, комбинированными съёмками, уменьшенным реквизитом, дублёром — регбистом ростом 2,05 м в специальном костюме и на ходулях В дальнейших фильмах голову костюма механизировали, чтобы даже дублёр обладал какими-то эмоциями.

## Реакция критиков
Сайт IGN присудил Хагриду тринадцатое место в своём топ-рейтинге персонажей «Гарри Поттера», заявив, что Хагрид стал аналогом зрителя, наблюдая за взрослением героев, и что короткие сцены из фильма «Гарри Поттер и кубок огня», в которых он вспоминает памятные моменты с Гарри, Гермионой и Роном, вызывают у него (и у зрителей) чувство «доброй памяти». Джо Утичи с IGN также отметил Хагрида как своего седьмого любимого персонажа «Гарри Поттера».

## Отражение в популярной культуре
Хагрид появлялся в различных анимированных и не анимированных пародиях на «Гарри Поттера». Он был показан в американской юмористической передаче «Субботним вечером в прямом эфире», где его играл Горацио Санс, в том же эпизоде, в котором Линдсей Лохан играла Гермиону. В шоу Алистера МакГована The Big Impression образ Хагрида появлялся в очерке под названием «Луи Поттер и философская булочка» (от англ. scone), в котором был сыгран самим Робби Колтрейном. Хагрид также был спародирован в «Гарри Поттер и тайный горшок из Азербайджана», истории, выпущенной Comic Relief в 2003 году, где его играл Ронни Корбетт. В кукольной пародии Potter Puppet Pals Нила Сисериги персонаж Хагрида появлялся в эпизоде «Болезнь Рона», в котором Гарри использует силу Хагрида, чтобы вылечить Рона от болезни, а также чтобы избить Гермиону и Снегга и открыть для себя личность Дамблдора как «гея-андроида». Персонаж также появлялся в пародийной постановке «Гарри Поттер и неприятный голос», взаимодействуя с Драко Малфоем и Дементором. В первом эпизоде второго сезона сериала Tracey Ullman’s State of the Union комедийная актриса Трейси Ульман спародировала Джоан Роулинг как властную и очень заинтересованную в защите её персонажей авторским правом и считающую, что встреченный ей хобо является олицетворением Хагрида.